# Se llama copla
Se llama copla és un concurs musical dedicat a la interpretació de cançó espanyola i copla emès a Andalusia (Espanya) per Canal Sur Televisión, i en la resta d'Espanya i l'estranger per altres plataformes (satèl·lit, cable, etc) a través de Canal Sur Andalucía. Consta de 9 temporades emeses entre el 8 de setembre de 2007 i el 9 d'abril de 2016. Recorda per la seva estructura al popular Operación Triunfo, encara que prescindeix de la part de tancament i convivència les 24 hores. La gala final de la 1a edició, amb un 52,7% de quota de pantalla i un milió i mig d'espectadors, va aconseguir convertir-se en el programa de major audiència de la història de la cadena autonòmica, convertint-se en un fenomen mediàtic entre el públic andalús. En la resta d'Espanya, així com per a l'estranger, va ser emesa per plataformes de pagament per cable o satèl·lit a través de Canal Sur Andalucía. Al novembre de 2008 va guanyar el Premi Ondas al millor programa regional.
Al setembre de 2012 es va anunciar que Canal Sur no renovaría Se llama copla. Finalment, tornaria a emetre's des del 6 d'octubre de 2012 una versió retallada del programa amb exconcursants d'edicions anteriors del programa titulada Se llama copla: Segunda oportunidad. Davant la mala audiència, es va obrir a tot córrer un càsting obert per a iniciar una edició habitual més del concurs. El present article, per la seva extensió, es concentra en les edicions oficials numerades del programa, prescindint de les edicions extraoficials, que van ser Se llama copla: El desafío (2010/2016) i l'esmentada Segunda oportunidad.

## Mecànica
Encara que amb els anys, la mecànica ha anat sofrint modificacions menors, totes les edicions comparteixen una estructura bàsica molt similar. Cada temporada es divideix per fases. La majoria de temporades posseeixen dues fases, encara que hi ha hagut temporades amb tres. No importa la fase, cada programa té una mecànica similar. En la primera part, els concursants interpreten cadascun una cobla acompanyats per una orquestra en directe. Quan acaba cada interpretació, un jurat valora l'actuació, cada membre del jurat li dona una nota de l'1 al 10. Una vegada interpretades totes les cançons, amb la suma de les notes de cada concursant resultarà un rànquing i una anomenada "zona de perill" en la qual es troben els pitjor puntuats. L'audiència amb els seus vots serà la que decideixi els qui seran els "candidats definitius al repte" en fer mitjana els seus vots amb la classificació del jurat, i els vots de l'audiència salvaran al més votat del repte, encara que en la classificació conjunta hagi quedat mal situat.
En la primera fase el programa manté un "càsting obert" al qual es presenten contínuament aspirants a concursants, anomenats "reptants". Un d'aquests reptants s'enfrontarà a un dels candidats al repte. La forma exacta de triar-lo ha variat per temporades, normalment el favorit del públic pot salvar a un dels candidats i el reptant tria amb qui es repta, però a vegades aquesta mecànica ha canviat. El repte consisteix en el fet que els dos reptants interpretaran una cobla, cadascun la meitat, acompanyats només per un piano. Després del repte, el jurat amb els seus vots serà qui decideixi qui dels dos es queda en el programa. En fases posteriors del programa, quan es tanca el càsting obert, els reptants seran dos dels concursants titulars, quedant eliminat el menys votat pel jurat, fins a arribar a la recta final.
La recta final generalment es compon de dues gales, una semifinal i una final que gairebé sempre han tingut la mateixa mecànica (excepte en la primera edició que només va haver-hi una gala final amb cinc concursants i la mateixa mecànica que finals posteriors, i la vuitena edició, en què es va canviar la mecànica de la semifinal fent competir a set concursants i eliminant a dos per a deixar una final de cinc concursants com la de la primera edició). En la semifinal, els cinc semifinalistes interpretaran les seves cançons, i el més votat entre jurat i públic passaria directament a la final. El segon més votat triaria entre els altres tres amb qui reptar-se, i els altres dos es reptarien entre si. Els guanyadors de sengles reptes passarien a la final, i els perdedors es disputarien la quarta plaça amb un repte conjunt votat per l'audiència. En la final, els quatre finalistes interpretarien les seves cançons, i el pitjor classificat entre jurat i públic passaria forçosament al primer dels tres reptes eliminatoris. Cada concursant tindria per a aquests reptes una llista de cançons triada per ell entre les cobles que va interpretar al llarg de la temporada. El reptant forçós triaria un dels altres concursants per a reptar-se amb ell, i cadascun d'ells triaria una cobla de la seva llista. Els telèfons s'obririen durant les dues actuacions i es tancarien al final d'aquestes. El més votat passaria al següent repte com reptant forçós, i el perdedor quedaria eliminat. Així fins a arribar a l'últim repte, el Gran Repte Final, amb la mateixa mecànica, i el triomfador de la qual seria el guanyador de la temporada.

## Temporades
| Temporada | Temporada | Gales | Estrena                | Final                |                     |
| Temporada | Temporada | Gales | Estrena                | Final                | Ganador             |
| --------- | --------- | ----- | ---------------------- | -------------------- | ------------------- |
|           | 1         | 22    | 29 de setembre de 2007 | 23 de febrer de 2008 | Joana Jiménez       |
|           | 2         | 28    | 27 de setembre de 2008 | 4 d'abril de 2009    | Laura Gallego       |
|           | 3         | 28    | 19 de setembre de 2009 | 27 de març de 2010   | Alejandra Rodríguez |
|           | 4         | 29    | 2 d'octubre de 2010    | 16 d'abril de 2011   | Fran Doblas         |
|           | 5         | 38    | 10 de setembre de 2011 | 16 de juny de 2012   | Jonathan Santiago   |
|           | 6         | 32    | 10 de novembre de 2012 | 15 de juny de 2013   | María Espinosa      |
|           | 7         | 38    | 7 de setembre de 2013  | 28 de juny de 2014   | Mª Carmen González  |
|           | 8         | 33    | 27 de setembre de 2014 | 13 de juny de 2015   | Cristian Coto       |
|           | 9         | 25    | 19 de setembre de 2015 | 9 d'abril de 2016    | Alba Gallardo       |
| Total     | Total     | 273   | 2007                   | 2016                 |                     |

## Jurat
| Pive Amador          |
| Hilario López Millán |
| Rosario Mohedano     |
| Sylvia Pantoja       |
| Pepe "el Marismeño"  |
| María Jiménez        |
| Marta Quintero       |
| Manuel Lombo         |
| Alba Molina          |
| Felipe Conde         |
| Patricia Vela        |
| Carlos Vargas        |
| Joana Jiménez        |
| Inmaculada Jabato    |
| Diego Benjumea       |
| Araceli Lavado       |
| Raquel Duque         |
| Lucía                |
| Ana del Río          |
| Enrique de Miguel    |

## Equip
Els noms es registren per ordre cronològic de debut, en cada secció, de dalt a baix, del debut més antic al més recent.

### Presentador
| Presentador  | Professió    | Duració     | Edicions                  |
| ------------ | ------------ | ----------- | ------------------------- |
| Eva González | Presentadora | 2007 - 2016 | 1, 2, 3, 4, 5, 6, 7, 8, 9 |

### Co - Presentador
| Presentador                                  | Professió         | Duració     | Edicions   |
| -------------------------------------------- | ----------------- | ----------- | ---------- |
| Eduardo Bandera                              | Co - Presentador  | 2007 - 2009 | 1, 2       |
| Jesús Guerrero                               | Co - Presentador  | 2009 - 2011 | 3, 4       |
| Juliana López                                | Co - Presentadora | 2009 - 2011 | 3, 4       |
| Luis Muñoz (Divendres Nit)                   | Co - Presentador  | 2010 - 2012 | 4, 5       |
| Maik Alexandre (substitució i Divendres Nit) | Co - presentador  | 2012 - 2016 | 6, 7, 8, 9 |
| Rocio Arauz                                  | Co - presentadora | 2015 - 2016 | 9          |